# Abwehrsystem gegen unbemannte Luftfahrzeuge
Das Abwehrsystem gegen unbemannte Luftfahrzeuge (ASUL) ist ein Drohnenabwehrsystem für den Feldlagerschutz der Bundeswehr. Das System wurde im Auftrag des Bundesamtes für Ausrüstung, Informationstechnik und Nutzung der Bundeswehr (BAAINBw) im Zeitraum zwischen 2020 und 2022 vom Rüstungskonzern ESG als Generalunternehmer entwickelt und gebaut. Auslöser für die Ausschreibung war die Erkenntnis, dass durch den massenhaften Einsatz von Drohnen – wie derzeit im Rahmen des Russisch-Ukrainischen Kriegs zu beobachten ist – neue Bedrohungslagen für stationäre Einrichtungen entstehen.

## Hersteller und System-Komponenten
Das GUARDION genannte container-basierte Gesamtsystem unter der Federführung von ESG umfasst das Xpeller-Modulpaket von Hensoldt, das aus je drei Spexer-2000-3D-Radaren mit hoher Auflösung sowie einer Z:NightOwl-M-Kamera für die Objekterkennung mit hoher Reichweite besteht, einen ARDRONIS-Funkpeiler von Rohde & Schwarz sowie Effektoren HP47+ („Drohnenfäuste“) der Firma HP Wüst.

## Funktionsweise und Einsatzgebiete
Das Radar und die Optik dienen der Aufklärung von anfliegenden Drohnen, der Funkpeiler der automatischen (Früh-)Erkennung, Klassifikation und Meldung von funkgesteuerten Mikrodrohnen und die Effektoren unterdrücken das Signal des Globalen Navigationssatellitensystems und/oder unterbrechen die Fernsteuerung der Drohne.
Die Bundeswehr verfügt über fünf Systeme. Für den Einsatz in Missionsgebieten der Bundeswehr ist die Steuerung des Systems in Containern untergebracht. Derzeit (Stand: Dezember 2023) wird ASUL zum Schutz des militärischen Teils des Flughafens „Mihail Kogalniceanu“ nahe der rumänischen Stadt Constanța eingesetzt.

## Nutzerstaat
- Deutschland